# Gérald Marie
Pour les articles homonymes, voir Marie.
Gérald Marie, né Gérald Marie de Castellac en 1950, est un homme d'affaires spécialisé dans le monde du mannequinat. Il est directeur « Europe » d'Elite Model Management de 1986 à 2011. Après des décennies de rumeurs, fin 2020, des accusations de viol et agression sexuelle sont émises contre lui.

## Biographie
Il affirme avoir débuté comme go-go dancer à Marseille. Par la suite, il est agent de mannequins à New York dans les années 1970. Il rentre à Paris en 1975 et fonde son agence Paris Planning ; il a alors gardé la réputation d'être intraitable aussi bien avec les mannequins qu'avec ses clients. Malgré les réticences de John Casablancas sur le comportement de Gérald Marie, Paris Planning fusionne avec Elite Model Management en 1986. Gérald Marie va alors redresser la branche parisienne et européenne d'Elite qui déclinait ces dernières années. Créé en 1983 par John Casablancas, Elite Model Look devient l'un des plus prestigieux concours de mannequins au monde sous l'impulsion de Gérald Marie. Ce dernier est alors une personne influente du domaine du mannequinat.
Gérald Marie est en couple avec l'Australienne Lisa Rutledge, puis, durant six ans avec le mannequin américain Christine Bolster ; il la quitte pour Linda Evangelista, avec qui il se marie en 1987. Le couple se sépare six ans plus tard.
Au début des années 2010, il devient le dirigeant de l'agence Oui Management à Paris, appartenant à Steve Dellar, puis son propriétaire.

### Agressions sexuelles

#### Préambule
Dans les années 1990, Katie Ford (en) affirme, sans être écoutée, que John Casablancas et Gérald Marie « n'ont pas d'éthique, ils couchent avec leurs modèles. » Au milieu de cette décennie, le journaliste Michael Gross (en) reçoit le récit de Christine Bolster, l'ancienne compagne de Gérald Marie, qui a été violée à quinze ans, au milieu des années 1980, et pourquoi elle accepte alors le fait jusqu'à accepter de vivre avec lui.
Quelques années plus tard, la journaliste britannique Linda Brinkworth vient d'infiltrer Elite comme mannequin, durant un an. Le 23 novembre 1999, la BBC diffuse son reportage : dans celui-ci, Gérald Marie propose à l'enquêtrice de faire des fellations à d'autres hommes, ou encore la somme de 500 euros pour coucher avec elle. En parallèle, durant son investigation, Linda Brinkworth dit subir une agression sexuelle de la part de Gérald Marie et elle enregistre son propre témoignage le soir même, avec l'aide de Donal MacIntyre (en) ; cet enregistrement, non intégré au reportage, est archivé par la BBC. Après un accord entre la chaîne anglaise et l'agence de mannequinat, le reportage, ni même aucun extrait, ne sont rediffusés. La chaîne met fin au contrat de la journaliste et Gérald Marie se voit suspendu durant un an et demi de son poste chez Elite,,, sa carrière vacille,. Quelques mois après ce reportage, même si rumeurs et révélations enflent, le bien fondé du reportage est contesté par le journaliste Renaud Revel.

#### Plainte
Vingt et un ans après la diffusion, une plainte est déposée à Paris par la journaliste. Dans la foulée, Carré Otis, Ebba Karlsson et Jill Dodd, trois anciens mannequins des années 1980, dénoncent des agressions sexuelles qui dateraient de cette époque. Cette dernière explique qu'à l'époque : « Je ne m'attendais pas à ce qu'il [Gérald Marie] se jette sur moi par-derrière. Après cela, j'ai pris mes distances et je n'ai plus eu de casting. » Ebba Karlsson décrit aussi en détail à la presse les avances de Gérald Marie. « J’aurais dû aussitôt porter plainte mais j’avais peur » précise-t-elle. Carré Otis, de son côté, a déjà raconté le viol par Gérald Marie à l'âge de 17 ans, dans son autobiographie datant de 2011.
L'avocat des plaignantes estime que si la prescription agit sur les trois dernières révélations des mannequins, la rétention des archives par la BBC jusqu'en 2018 a empêché le moindre dépôt de plainte par Linda Brinkworth : selon l'avocat, l'action en justice reste donc recevable quelle que soit la date des faits, sans prescription. Le parquet de Paris ouvre une enquête préliminaire le 28 septembre 2020 pour « viols et agressions sexuelles ». D'autres témoignages arrivent alors, pour un total de huit mannequins « qui ne se connaissaient pas et qui, pourtant, décrivent des faits similaires », avec le même mode opératoire, précise l'avocate Anne-Claire Lejeune,. Par la suite, le nombre de témoins monte à seize.
Dans le Sunday Times, Gérald Marie dément,, tandis que son ex-femme Linda Evangelista soutient les plaignantes,.
Après l'affaire Brunel de l'agence Karin Models et les révélations sur Claude Haddad de l'agence parisienne Prestige, avec le recul, il semble que « c’était la culture de l’époque, tout le monde savait. On se disait que la seule chose à faire était de prévenir les filles » affirme l'ancienne vice-présidente d’Elite Chicago, qui déjà dans les années 1980 met en garde les mannequins contre Gérald Marie. Les dirigeants de ces agences établissent alors que des « comportements sexuellement prédateurs » sont en conformité avec leur travail. En 2020, la journaliste Sabrina Champenois parle dans Libération d'« un serpent de mer qui a tout du secret de polichinelle » et de « l’impunité de ceux qui sont en mesure de faire et défaire des carrières ».